# Serra dels Fills
La Serra dels Fills és una muntanya de 1.331 metres que es troba al municipi de Guils de Cerdanya, a la comarca de la Baixa Cerdanya.